# Хонолулу, Тенику Талеси
Тенику Талеси Хонолулу (род. XX век) — генерал-губернатор Тувалу с 22 августа 2019 года по январь 2021 года. Она заменила сэра Иакобу Италели, который подал в отставку для участия во всеобщих выборах 2019 года. Талеси 19 сентября 2019 года созвала заседание парламента Тувалу, на котором Каусеа Натано был избран премьер-министром Тувалу.
Талеси выполняла функции и обязанности генерал-губернатора, в том числе подписывала помилование двух граждан Фиджи и появлялась на официальных мероприятиях. В 1998 и 2009 годах в качестве помощника министра внутренних дел и развития сельских районов она представляла Тувалу на различных конференциях (10 совещание SPREEP в Апиа в Самоа и 5 очередная сессия Северного комитета Комиссии по рыболовству в западной и центральной части Тихого океана).
В 2012 году она была помощником министра внутренних дел и развития сельских районов.